# 酒井麻里子
酒井麻里子（日语：／ Sakai Mariko，1990年12月3日—），日本女子花样游泳运动员，9岁时开始接触游泳，10岁时开始练习花样游泳。她参加了2012年夏季奥运会女子花样游泳团体比赛。2013年结束运动生涯。